# Isabel Martínez de Perón
Pour les articles homonymes, voir Perón.
María Estela Martínez Cartas, dite Isabel Martínez de Perón ou Isabel Perón, surnommée « Isabelita », née le 4 février 1931 à La Rioja (province de La Rioja), est une femme d’État argentine, présidente de la Nation argentine du 1er juillet 1974 au 24 mars 1976 après en avoir été la vice-présidente.
En tant que vice-présidente, élue en 1973 comme colistière de son mari Juan Domingo Perón, elle lui succède comme présidente après la mort de celui-ci en 1974. Troisième épouse de Perón et Première dame de 1973 à 1974, elle est la première femme élue vice-présidente et la première femme à devenir présidente de l'Argentine, souvent connue comme la première femme présidente de la République de l'histoire mondiale, ce titre revenant cependant à Khertek Anchimaa-Toka en 1940.
Après moins de deux ans de présidence dans un contexte difficile, elle est déposée par la junte militaire que dirige le général putschiste Jorge Rafael Videla, donnant naissance à ce que celui-ci appela le Processus de réorganisation nationale (Proceso de Reorganización Nacional).
Elle vit exilée en Espagne depuis 1981, après cinq ans d'emprisonnement en Argentine. En 2007, elle est arrêtée et placée sous contrôle judiciaire jusqu'en 2017, à la suite d'une demande de la justice argentine, qui examine ses actions ou omissions comme présidente en 1975.

## Jeunesse
María Estela Martínez Cartas, née à La Rioja, en Argentine, est la fille de María Josefa Cartas Olguín et de Carmelo Martínez. Elle a abandonné l'école après la cinquième année. Au début des années 1950, elle devient danseuse de boîte de nuit en adoptant le nom d'Isabel (forme espagnole de celui de Sainte Élisabeth de Portugal) qu'elle avait choisi comme nom de confirmation.

## Rencontre et mariage avec Perón

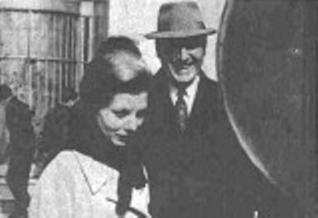
Isabel et Juan Perón à Madrid, en 1961.

En 1955, Isabel Martínez rencontre Juan Perón, ancien président argentin renversé par un coup d'État en septembre de la même année et en exil au Panama. Juan Perón est veuf de ses deux précédentes épouses, Aurelia Gabriela Tizón (18 mars 1902 – 10 septembre 1938) et l’actrice Eva Duarte (1919 – 1952), toutes deux décédées d'un cancer de l'utérus. Elle est danseuse occasionnellement dans une troupe folklorique et à temps plein dans un cabaret nocturne. Le célèbre présentateur de la télévision argentine Roberto Galan était un de ses amis et fut celui qui la présenta à Perón. Elle abandonne alors cette carrière et l'épouse le 15 novembre 1961 à Madrid, en Espagne. Elle l'accompagne dès lors dans son exil espagnol.

## Ascension politique et élections de 1973
Elle fait un voyage en Argentine en 1965, à titre de déléguée personnelle de Perón, pour faire face au phénomène dit du néopéronisme, qui tente alors d'intégrer les revendications de la classe ouvrière tout en écartant Perón lui-même de la direction du mouvement péroniste.
Perón l'envoie à nouveau en Argentine, et elle arrive à Buenos Aires le 7 décembre 1971 afin de promouvoir la consigne « unité, solidarité et organisation » proclamée par le général dans le cadre des élections internes au Parti justicialiste, de nouveau autorisé grâce au « Grand Accord National » du général Lanusse.
Lorsque Juan Perón retourne en Argentine pour se présenter aux élections de septembre 1973, Isabel l'accompagne comme colistière au sein de la formule dite « Perón-Perón » qui obtient plus de 60 % des suffrages. Elle est la première femme élue vice-présidente de l'Argentine.

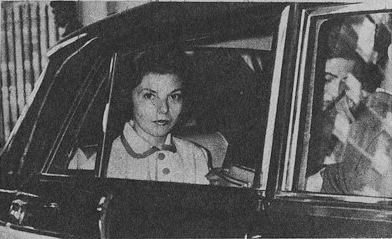
Isabel Perón durant son voyage en Argentine, fin 1965.
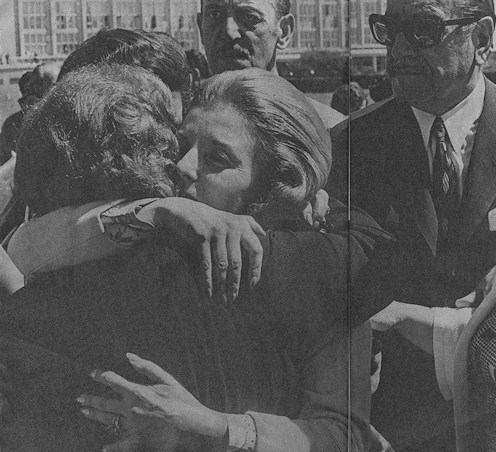
Martínez de Perón arrivant en Argentine et serrant dans ses bras Erminda Duarte de Bertolini, sœur d'Eva Perón, décembre 1971.
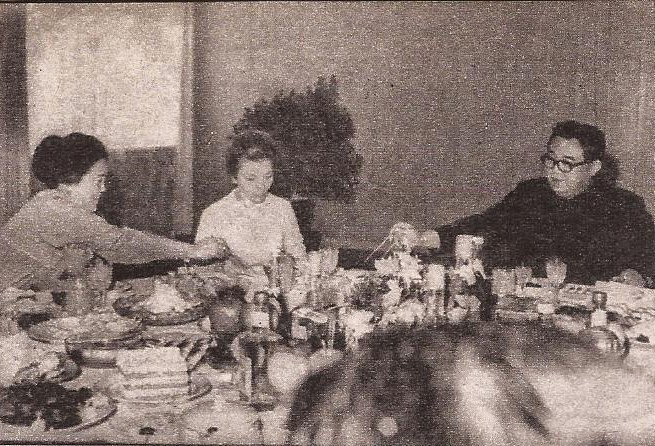
Isabel Perón et le dirigeant nord-coréen Kim Il-sung, en 1973.
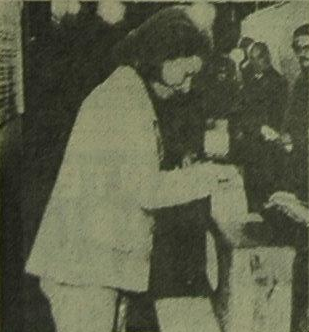
Isabel Perón votant aux élections de 1973.

## Vice-présidence et succession de Juan Perón
Devenue vice-présidente et Première dame, elle assure brièvement l'intérim après l'hospitalisation de son mari, le 28 juin 1974. Après la mort du général, le 1er juillet 1974, elle assume la continuité de la présidence, conservant son conseiller et ministre José López Rega à ses côtés.

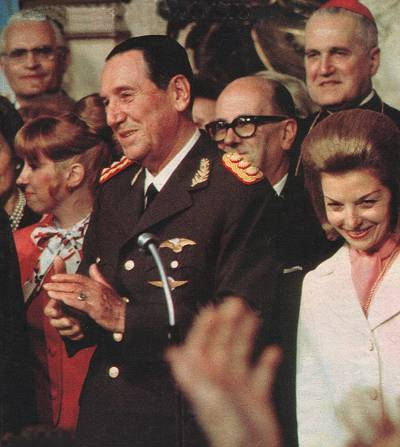
Juan et Isabel Perón lors de leur investiture comme président et vice-présidente, le 12 octobre 1973.
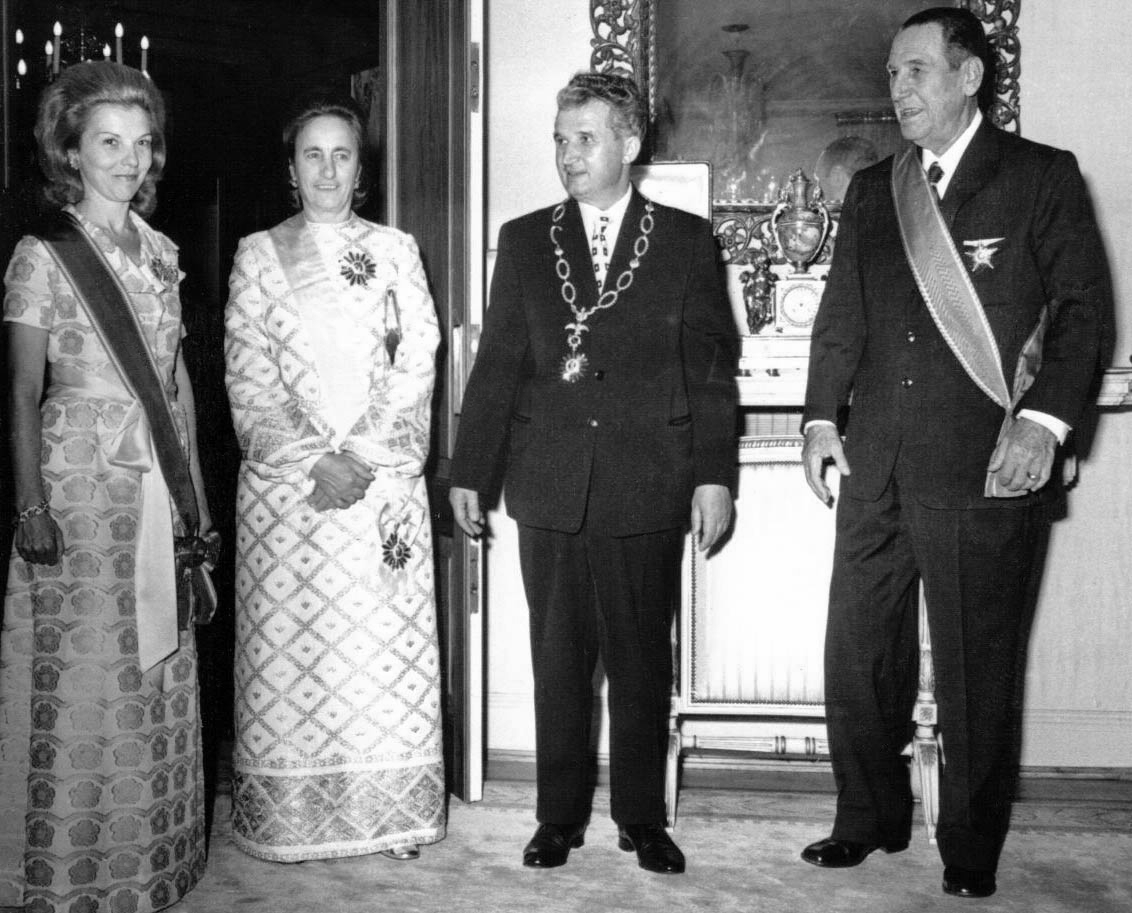
La vice-présidente et Première dame Isabel Perón recevant le président roumain Nicolae Ceaușescu et son épouse Elena, en mars 1974. Le président Perón est à droite.

## Présidence de l'Argentine
C'est en tant que vice-présidente qu'Isabel Perón succède à son mari. Elle devient la première femme en Amérique à assumer d'aussi hautes fonctions. Dès son accession au pouvoir, Isabel essaie de faire face à une situation à laquelle elle n'est pas préparée, mais elle subit l'influence de son ministre du Bien-être social et secrétaire personnel, José López Rega, connu sous le surnom de el Brujo (le sorcier), qui vise à faire prévaloir les intérêts de la droite du mouvement péroniste contre les divers mouvements sociaux.

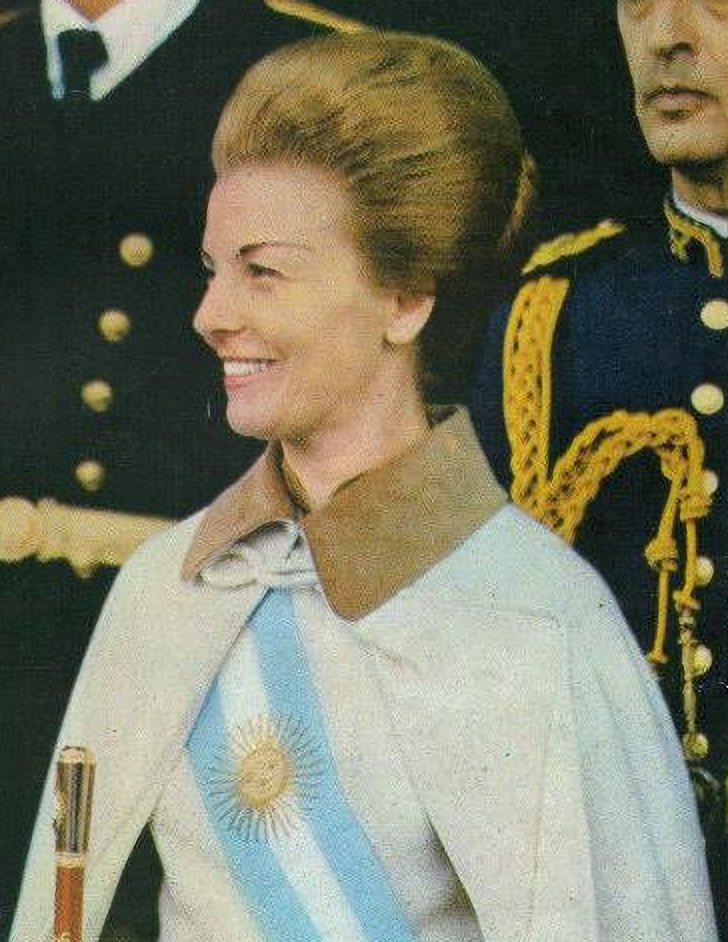
Isabel Martínez de Perón en 1974.
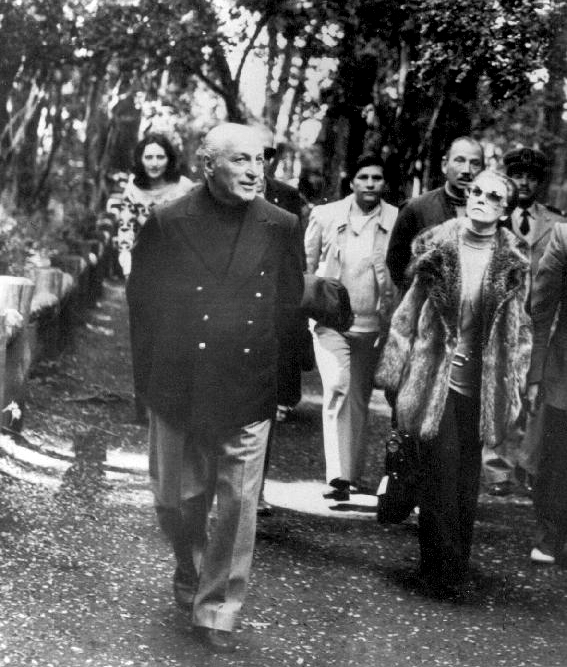
Isabel Martínez de Perón et José López Rega en 1975.
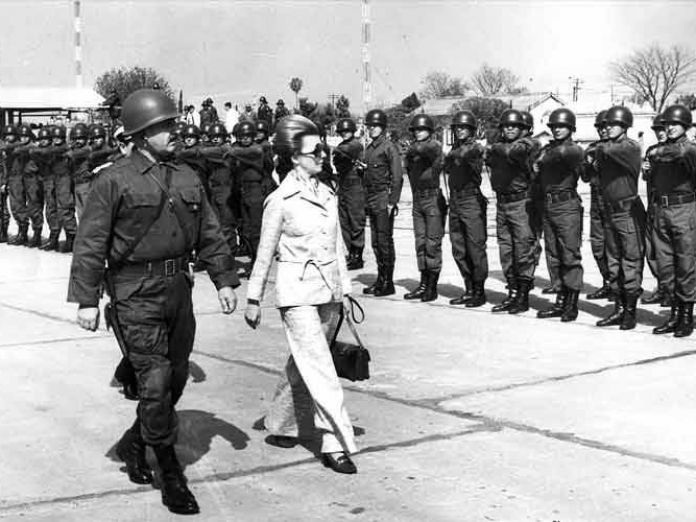
Isabel Peron passant en revue les troupes militaires durant l'Opération Indépendance, province de Tucumán, 1975.

### Répression politique
López Rega utilise des fonds publics pour le financement d'un groupe armé, connu comme Alianza Anticomunista Argentina ou triple A, Cette formation paramilitaire entreprend, sous sa direction, des actions de harcèlement contre des personnalités de la frange gauche du péronisme et de la gauche argentine, qui prennent la forme d'attentats, de séquestrations, de tortures et d'assassinats.
L'attitude du gouvernement se fait aussi plus dure et plus répressive, intervenant dans les provinces « dissidentes », les universités, des syndicats, les canaux de télévision privés, établissant une censure sans cesse renforcée contre les journaux et les revues.
Le rapport Nunca Más (es), rédigé en 1983, estime à 600 disparitions et 500 exécutions d'opposants le bilan de sa présidence, au cours des années 1975 et 1976.

### Difficultés économiques
L'économie argentine subit des dommages sévères : inflation galopante, paralysie des investissements, suspension des exportations de viande vers l'Europe et accroissement important de la dette,. Une solution de type monétariste fut tentée par le ministre Alfredo Gómez Morales, mais sans succès, provoquant au contraire un processus de stagflation (l'inflation atteint 444 % en 1976).

### Coup d'État militaire et chute
Les militaires essaient de la convaincre de démissionner, mais elle s'y refuse et envisage de se présenter aux élections ; elle est déposée le 24 mars 1976 par la junte militaire dirigée par le général Jorge Rafael Videla, qui met en place une dictature militaire sous le nom de Processus de réorganisation nationale.

## Après la présidence

### Emprisonnement et exil
Isabel Perón est incarcérée pendant cinq ans par les militaires, dans des conditions initialement si dures et si humiliantes que le nonce apostolique (en) doit intervenir à sa demande auprès du gouvernement militaire. Elle est condamnée à huit ans de prison le 20 mars 1981 pour détournement de fonds publics. Après cinq ans d'emprisonnement, elle est libérée en 1981, et vit exilée depuis lors à Madrid, en Espagne. 
En 2024, elle reçoit la visite de la vice-présidente Victoria Villarruel.

### Poursuites judiciaires
À la suite d'un mandat d'arrêt émis par la justice argentine dans le cadre d'une enquête portant sur la disparition d'Héctor Fagetti, un opposant politique, pendant sa présidence, elle est interpellée par la police espagnole le 12 janvier 2007 à son domicile de Villanueva de la Cañada, à l'ouest de Madrid, où elle résidait depuis 1982. Cependant, l'Audience nationale espagnole refuse son extradition vers l'Argentine.
À la suite de son arrestation en Espagne, elle est placée sous contrôle judiciaire jusqu'en 2017, pendant que la justice argentine examine ses actions ou omissions comme présidente en 1975. En 2017, la Cour suprême argentine rejette finalement les pétitions demandant son interrogatoire comme témoin ou accusée.

## Cause et effets

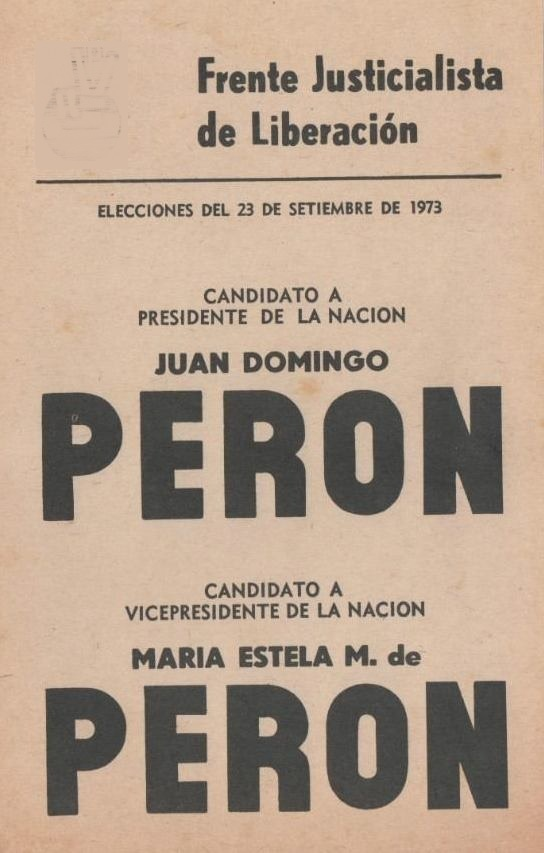
Bulletin de vote de 1973 pour le couple Perón.

Le décret 261/75 dit d'« anéantissement de l'action de la subversion » est signé par Isabel Perón et ratifié par ses ministres. Il vise notamment les activités du groupe guérillero marxiste ERP (Ejército Revolucionario del Pueblo) dans la Province de Tucumán et autorise les forces armées à employer « tous les moyens disponibles » pour éliminer ce « danger ». Trois autres décrets dits Decretos de aniquilamiento de 1975 (Argentina) (es) seront pris pendant l'intérim d' Ítalo Argentino Luder à la Présidence de la République Argentine en octobre 1975.
La justice argentine étudie à l'heure actuelle les disparitions d'individus perpétrées par l'armée au cours de l'année 1975, autorisées précisément par ces décrets, bien qu'en théorie cette pratique ne soit devenue courante qu'à partir de mars 1976, après le coup d'État militaire. En effet l'armée, dans une interprétation extensive du décret, aurait recherché l'anéantissement non seulement de l'action de la « subversion », mais aussi des « subversifs ».
Le problème légal tourne autour des deux questions suivantes : dans quelle mesure le décret lui-même est-il démocratiquement tolérable ? Et Isabel Perón était-elle vraiment au courant de l'existence même de la Triple A ?
En ce qui concerne la première question, les avocats chargés de la défense des généraux lors du procès de la Junte en 1985 ont plaidé en faveur de la légalité du décret. Placé dans son contexte historique, le décret visait l'élimination de l'ERP. Le décret émanait donc d'un gouvernement légitime contre un groupe guerillero. Le procureur Julio César Strassera a estimé lors de ce procès qu'Isabel Perón ne pouvait être jugée par ces faits, le décret étant selon lui constitutionnel.
La deuxième question est plus complexe : Isabel Perón était-elle au courant de l'existence de la Triple A et des raids contre les péronistes de gauche et autres militants de gauche ? L'indépendance de José Lopez Rega vis-à-vis d'elle, la gigantesque emprise psychologique qu'il avait sur elle et la grande naïveté dont elle a fait la preuve ces dernières années montrent que tout est possible. L'intelligence et la lucidité d'Isabel Perón ont souvent été mises en doute et il s'avère fort probable que de la même façon qu'elle ne comprit pas le contexte social ingouvernable du pays qu'elle dirigea entre 1974 et 1976, sa naïveté l'empêcha de s'apercevoir des menées de José Lopez Rega. Dans une interview accordée au journal Clarín le 19 janvier 2007, l'ancien sénateur Hipólito Solari Yrigoyen, première victime de la Triple A, qui survécut à deux attentats, reconnaît lui-même que le décret signé par Isabel Perón visait clairement l'action de la guérilla qui mettait en péril les institutions de l'État, et non pas les personnes elles-mêmes, et suggère par ailleurs qu'Isabel Perón n'était pas assez lucide pour savoir exactement ce qui se passait dans le pays, étant très influencée par José Lopez Rega. Il rappelle toutefois aussi qu'avant le coup d'État du 24 mars 1976 « il y avait déjà 900 disparus », sans compter les innombrables prisonniers politiques, « presque tous péronistes » et « pas nécessairement Montoneros ». Par ailleurs, l'enquête menée dans le cadre d'une plainte déposée à Tucumán semble établir qu'Isabel Perón aurait visité les centres de détention clandestins de Famaillá et Santa Lucía.
L'extradition d'Isabel Perón vers l'Argentine s'avère extrêmement difficile, du fait de sa double nationalité argentine et espagnole, et la longue bataille judiciaire ne fait que commencer,. Plusieurs membres importants du Parti justicialiste ont fait part de leur indignation devant les attaques dirigées contre Isabel, et l'ancien président de l'Argentine Eduardo Duhalde s'est proposé pour être l'un de ses avocats.

## Critiques de la personne

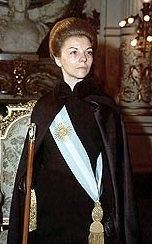
Isabel Martínez de Perón en 1974.

Les critiques dirigées contre Isabel Perón sont nombreuses : elle a ainsi été qualifiée de « femme maladroite, inculte, limitée, se sachant dépassée par les évènements »— pourtant, dans son unique biographie Isabel Perón; la Argentina en los años de María Estela Martínez (2003), María Sáenz Quesada en brosse un portrait beaucoup plus nuancé ; elle garde d'ailleurs le respect de nombreux péronistes, qui soulignent le courage qu'elle a eu, selon eux, d'assumer la présidence dans des conditions extrêmement dures auxquelles elle n'était pas préparée, et la dignité de son exil volontaire.